# Марк Гоффені
Марк Гоффені (англ. Mark Goffeney; 22 травня 1969 — 2 березня 2021) — американський музикант із Сан-Дієго, відомий як «Big Toe» (укр. Великий палець ноги), оскільки, будучи народженим без рук, грав на гітарі ногами. Він був басистом і вокалістом гурту «Big Toe» й зіграв головну роль у стрічці Fox Television «Ноги», що отримала номінацію на премію Еммі.

## Біографія
Народився в Сан-Дієго. Ріс у музичній сім'ї. У віці 9 років він намагався створити свою власну музику, незважаючи на своє каліцтво. Вибір музичного інструменту став важкою задачею. Деякий час він грав на тромбоні у шкільному ансамблі, а потім його батько приніс додому стару гітару, яку він знайшов на звалищі. Гоффені попрохав своїх сусідів, що грали на гітарі, самовчителя гри на гітарі. Гітара мала лише 4 струни.
За допомогою друзів, Марк винайшов свою власну техніку, навчившись грати на гітарі і бас-гітарі. Він клав гітару на землю. а ноги клав зверху на гітару. Він міг грати лівою ногою, а акорди правою.

## Кар'єра
Ще будучи підлітком, Гоффені почав займатися музикою. В 1992 році він заснував гурт «Big Toe» з іншим гітаристом, і до кінця 1990-х вони успішно випустили свій перший CD, названий Big Toe, за спонсорства PSB Records під продюсуванням Стіва Дюдаса, колишнього продюсера Aerosmith.
Він досяг шаленого успіху як виконавець, промовець і телевізійний ведучий. Був відзначений за свою міжнародну працю і був номінований на нагороду Еммі в 1999 році за головну роль у фільмі «Ноги», знятий Fox Network.
Гоффені відомий також тим, що виконав, наприклад, «Lippe blöfft» (ARD TV в Німеччині) на розігріві у Ліенн Раймс. На наступний день після шоу станція отримала понад 100 емейлів з проханнями надіслати диск Гоффені. На сьогодні, диски СД були вислані фанам у Німеччину, Швейцарія і Австрію.
Ось як журнал Ability змальовує його життєвий шлях:
|  | Записи Гоффені вже продаються кілька років підряд, і він вже далеко не аматор. Він з'явився на телебаченні як актор і музикант, і він говорив на всю Америку, захищаючи права людей з обмеженими можливостями (фізичними вадами). Він зіграв головну роль у фільмі «Ноги», що був номінований на нагороду Еммі. Знявся в рекламі Суперкубка для сайту NFL. Він розповів історію хлопця на ймення Роджер, якого настільки вразила його реклама на сайті, що він став все робити ногами, навіть міняти підгузки дитині.Оригінальний текст (англ.) Several years and many record sales later, Goffeney is no longer an amateur performer. He has appeared on television as an actor and a musician, and has spoken to audiences all over America advocating for the rights of people with disabilities. He played the principal role on FOX's Emmy-nominated commercial Feet. The advertisement, aired during the 2000 and 2001 Super Bowls, was for the NFL website, and it told the story of a character named Roger who was so obsessed with the website that he did everything else with his feet—including changing his baby's diaper. |

Марк та «Big Toe» також з'явився в StarTomorrow, онлайн-шоу «Пошук талантів» компанії NBC та NBC.com 31 липня 2006 у змаганні з 92 гуртами. «Big Toe» вийшов у пів-фінал змагання.

## «Big Toe» CD
В 1999 році, через 7 років після створення «Big Toe», PSB Records підписав контракт з гуртом на випуск СД-диска, за умови, що Гоффені співпрацюватиме із Стівом Дюдасом, колишнім продюсером Aerosmith, Ozzy Osbourne та Рінго Старра, для уточнення списку пісень для диску. В інтерв'ю Марк назвав його висококласним професіоналом і що в той час Дюдас дав йому зрозуміти «у недвозначних виразах», що Марк має до нього дослухатися.
Диск «Big Toe» CD — це збірка оригінальних пісень Марка. Він отримав в San Diego Reader позначку «Best of the Best».